# Brarupskov
Brarupskov (dansk) eller Brarupholz (tysk) er navnet på en spredt landsby og et større skovområde beliggende vest for Kappel i landskabet Angel i det nordøstlige Sydslesvig. Administrativt hører landsbyen under Skæggerød, en mindre del under Savstrup i Slesvig-Flensborg kreds i den nordtyske delstat Slesvig-Holsten. Brarupskov var en selvstændig kommune, inden den blev i 1978 indlemmet i Skæggerød Kommune. I kirkelig henseende hører landsbyen til Nørre Brarup Sogn. Sognet lå i Slis Herred (Gottorp Amt, Sønderjylland), da området tilhørte Danmark.
Brarupskov er første gang nævnt 1542. Landsbyen opstod som udflytterby fra de omkringliggende landsbyer. Navnet er hentet fra den på grænseskel mellem Ny Herred (Eskeris Sogn) og Strukstrup Herred (Nørre Brarup Sogn) beliggende Brarup Skov. Skoven har været en større ubrudt skov, inden den blev opdelt i flere mindre skovstrækninger som Nørreskov på 30 ha eller Østerskov på 15 ha. Skoven hørte i den danske tid med 39,5 tdr under det første gottorpske skovridderdistrikt. Skoven er omgivet af landsbyerne Savstrup, Rygge med Bleg (Blick) og Hye, Brunsholm, Skræpperyde, Arrild (I Ørsbjerg Kommune), Skæggerød og Vogsrød.
I 1879 blev der i en gravhøj ved Brarupskov fundet et 70 cm langt sværd fra nordisk bronzealder (Brarupskov-sværd), som efterfølgende blev solgt til museet i Hamborg. 